# Sandra Vorlová
Sandra Vorlová (* 25. November 1971 in Hechingen) ist eine deutsche Kommunalpolitikerin (Bündnis 90/Die Grünen). Seit Juli 2025 ist sie zweite hauptamtliche Bürgermeisterin der kreisfreien Stadt Würzburg in Unterfranken. Sie folgte Martin Heilig nach, der im selben Jahr zum Oberbürgermeister gewählt wurde.

## Lebenslauf
Vorlová begann ihr Studium der Chemie an der Ludwig-Maximilians-Universität München, wo sie das Vordiplom erwarb. Anschließend setzte sie ihr Studium an der Universität Stuttgart fort und schloss es dort mit dem Diplom ab. Ihre Promotion erfolgte am Institut für Technische Biochemie der Universität Stuttgart; in ihrer Dissertation beschäftigte sie sich mit dem Design eines optimierten Gens für die humane Acetylcholinesterase und dessen Expression im Hefesystem Pichia pastoris.
Zwischen 2002 und 2011 war sie als Postdoktorandin in den USA tätig – zunächst an der Rockefeller University in New York City, später am Memorial Sloan Kettering Cancer Center mit dem Schwerpunkt RNA-Prozessierung. Nach ihrer Rückkehr nach Deutschland arbeitete Vorlová als wissenschaftliche Mitarbeiterin am Universitätsklinikum Würzburg, zuletzt am Lehrstuhl für Experimentelle Biomedizin II.
Sie lebt mit ihrer Familie in Würzburg und ist Mutter von zwei Kindern.

## Politische Laufbahn
Seit 2018 ist Vorlová Mitglied von Bündnis 90/Die Grünen. Im Kreisverband Würzburg-Stadt übernimmt sie die Sprecherfunktion im Arbeitskreis Klima und Energie und leitet den Ortsverband Grombühl. Zuvor war sie unter anderem im Vorstand des Bezirksverbands Unterfranken sowie als Schriftführerin im Kreisverband aktiv.
Bei der Kommunalwahl 2020 wurde sie in den Würzburger Stadtrat gewählt. Mit 24.351 Stimmen erzielte sie das vierthöchste Ergebnis innerhalb der Grünen-Liste, hinter Martin Heilig, Barbara Lehrieder und Patrick Friedl. Seit 2021 führt sie gemeinsam mit Konstantin Mack die Grüne Fraktion im Stadtrat; im März 2024 wurde sie in dieser Funktion bestätigt. Ihre politischen Schwerpunkte liegen auf Klimaschutz, nachhaltiger Mobilität, Stadtentwicklung und Gleichstellungspolitik.
Im Juli 2025 wurde Vorlová zur zweiten hauptamtlichen Bürgermeisterin der Stadt Würzburg gewählt. In ihrer Funktion als Klimabürgermeister leitet sie außerdem das Umwelt- und Klimareferat der Stadt.